# Dōjōkun
Dōjōkun (jap. 道場訓, Dōjōregeln oder Regeln für das Training der Kampfkünste) sind die Verhaltensregeln des Budō. Die Überlieferung und Verbreitung wird unter anderem Sakugawa um das Jahr 1750 zugeschrieben. Angeblich gehen sie zurück auf Regeln, die schon der buddhistische Mönch Bodhidharma in Indien aufgestellt haben soll.
Erste schriftliche Aufzeichnungen der Dōjōkun in der heute bekannten Fassung tauchen jedoch erst im 20. Jahrhundert auf.
Man begegnet der Dōjōkun noch immer in traditionell-orientierten Kampfkunstschulen.

## Die fünf Leitsätze
1. Es ist eine Pflicht, nach der Perfektion des Charakters zu streben.
一、人格完成に努むること
hitotsu, jinkaku kansei ni tsutomuru koto
2. Beschütze den Weg der Wahrheit.
一、誠の道を守ること
hitotsu, makoto no michi o mamoru koto
3. Kultiviere die Mentalität des harten Arbeitens.
一、努力の精神を養うこと
hitotsu, doryoku no seishin o yashinau koto
4. Achte die Regeln der Etikette.
一、礼儀を重んずること
hitotsu, reigi o omonzuru koto
5. Hüte Dich vor ungestümem Übermut.
一、血気の勇を戒むること
hitotsu, kekki no yū o imashimuru koto

Das jeder Regel voran gestellte Wort hitotsu bedeutet „eins“ oder „Erstens“ und verweist darauf, dass jede Regel gleichberechtigt neben den anderen steht und alle von gleicher Wichtigkeit sind.